# Nina Søbye
Nina Maria Søbye (* 4. August 1956 in Hamar) ist eine ehemalige norwegische Radrennfahrerin.
Dreimal – 1980, 1981 und 1983 – wurde Nina Søbye norwegische Meisterin im Straßenrennen. Bei skandinavischen Meisterschaften wurde sie im Straßenrennen 1982 Dritte und 1983 Zweite. 1984 startete sie bei den Olympischen Spielen in Los Angeles und belegte im Straßenrennen Rang 18.